# فيرونيكا لازار
فيرونيكا لازار (بالرومانية: Veronica Lază)‏ هي ممثلة إيطالية (وحملت سابقاً جنسية مملكة إيطاليا)، ولدت في 16 أكتوبر 1938 في بوخارست في رومانيا، وتوفيت في 8 يونيو 2014 في روما في إيطاليا.

## أعمال

### أفلام
- أنا وأنت[3][4]
- التانغو الأخير في باريس
- الجحيم[5]
- السماء الواقية

## وصلات خارجية
- فيرونيكا لازار على موقع IMDb (الإنجليزية)
- فيرونيكا لازار على موقع قاعدة بيانات الأفلام العربية
- فيرونيكا لازار على موقع ألو سيني (الفرنسية)
- فيرونيكا لازار على موقع أول موفي (الإنجليزية)
- فيرونيكا لازار على موقع قاعدة بيانات الأفلام السويدية (السويدية)
- فيرونيكا لازار على موقع قاعدة بيانات الفيلم (الإنجليزية)
- فيرونيكا لازار على موقع كينوبويسك (الروسية)